# Consiglieri nazionali della 2ª legislatura della Confederazione Svizzera
Questo elenco riporta i nomi dei Consiglieri nazionali della 2ª legislatura della Confederazione Svizzera.

## Composizione a inizio legislatura
| Consigliere                     | Cantone            | Orientamento politico  |
| ------------------------------- | ------------------ | ---------------------- |
| Alexis Allet                    | Vallese            | Conservatore           |
| Alexandre-Félix Alméras         | Ginevra            | Liberale-radicale      |
| Johann Georg Anderegg           | San Gallo          | Liberale               |
| Johann Bartholome Arpagaus      | Grigioni           | Conservatore moderato  |
| Pierre-Ignace Aubry             | Berna              | Conservatore           |
| Johannes Bach                   | Berna              | Liberale-radicale      |
| Karl Ludwig Baldinger           | Argovia            | Conservatore           |
| Maurice Barman                  | Vallese            | Liberale-radicale      |
| Johann Baptista Bavier          | Grigioni           | Liberale               |
| Rudolf Benz                     | Zurigo             | Liberale               |
| Josef Leonhard Bernold          | San Gallo          | Liberale-radicale      |
| Achilles Bischoff               | Basilea Città      | Centro                 |
| Louis Blanchenay                | Vaud               | Liberale-radicale      |
| Eduard Eugen Blösch             | Berna              | Conservatore riformato |
| Charles Bontems                 | Vaud               | Liberale               |
| Rocco Bonzanigo                 | Ticino             | Liberale               |
| Justin Bornand                  | Vaud               | Liberale-radicale      |
| Emmanuel-David Bourgeois        | Vaud               | Liberale               |
| Benjamin Brändli                | Zurigo             | Liberale               |
| Johann Peter Bruggisser         | Argovia            | Liberale-radicale      |
| Benjamin Brunner                | Soletta            | Liberale               |
| Josef Sigmund Bühler            | Lucerna            | Liberale               |
| Jean-François-Marcellin Bussard | Friburgo           | Liberale-radicale      |
| Johann Bützberger               | Berna              | Liberale-radicale      |
| Philippe Camperio               | Ginevra            | Liberale-radicale      |
| Frédéric-Alexandre Courvoisier  | Neuchâtel          | Liberale-radicale      |
| Edouard Dapples                 | Vaud               | Liberale               |
| Auguste de Loës                 | Vaud               | Liberale               |
| Antoine de Riedmatten           | Vallese            | Conservatore           |
| Julien de Schaller              | Friburgo           | Liberale-radicale      |
| Agostino Demarchi               | Ticino             | Liberale-radicale      |
| Jakob Dubs                      | Zurigo             | Liberale               |
| Franz Durrer                    | Nidvaldo           | Conservatore           |
| Xavier Elsässer                 | Berna              | Conservatore           |
| Alfred Escher                   | Zurigo             | Liberale               |
| Adolf Fischer                   | Argovia            | Liberale               |
| Friedrich Fueter                | Berna              | Conservatore riformato |
| Johann Georg Fuog               | Sciaffusa          | Liberale-radicale      |
| Johann Ulrich Gfeller           | Berna              | Liberale-radicale      |
| Nicolas Glasson                 | Friburgo           | Liberale-radicale      |
| Stephan Gutzwiller              | Basilea Campagna   | Liberale-radicale      |
| Eduard Häberlin                 | Turgovia           | Liberale               |
| Johann Nepomuk Hautle           | Appenzello Interno | Conservatore           |
| Karl Adolf Huber                | Zurigo             | Liberale               |
| Johannes Hubler                 | Berna              | Liberale-radicale      |
| Johann Matthias Hungerbühler    | San Gallo          | Liberale-radicale      |
| Jakob Imobersteg                | Berna              | Liberale-radicale      |
| Kaspar Jenny                    | Glarona            | Liberale-radicale      |
| Jakob Karlen                    | Berna              | Liberale-radicale      |
| Karl Karrer                     | Berna              | Liberale-radicale      |
| Vincent Kehrwand                | Vaud               | Liberale-radicale      |
| Johann Conrad Kern              | Turgovia           | Liberale               |
| Alois Kopp                      | Lucerna            | Conservatore           |
| Jakob Kopp                      | Lucerna            | Liberale               |
| Johann Georg Kreis              | Turgovia           | Liberale               |
| Frédéric Lambelet               | Neuchâtel          | Liberale-radicale      |
| Johann Ulrich Lehmann           | Berna              | Liberale-radicale      |
| Albert R. S. Lohner             | Berna              | Liberale-radicale      |
| Florian sen. Lusser             | Uri                | Conservatore           |
| Gregor Lützelschwab             | Argovia            | Conservatore           |
| Giacomo Luvini                  | Ticino             | Liberale-radicale      |
| Johann Mesmer                   | Basilea Campagna   | Liberale-radicale      |
| Georg Michel                    | Grigioni           | Liberale-radicale      |
| Charles Moreau                  | Berna              | Conservatore           |
| Auguste Moschard                | Berna              | Conservatore riformato |
| Johann Friedrich Peyer im Hof   | Sciaffusa          | Liberale               |
| Niklaus Pfluger                 | Soletta            | Liberale               |
| Kasimir Pfyffer                 | Lucerna            | Liberale               |
| Giovanni Battista Pioda         | Ticino             | Liberale-radicale      |
| Léon Pittet                     | Friburgo           | Liberale-radicale      |
| Adrien-Félix Pottier            | Vallese            | Liberale-radicale      |
| Henri Benj. Presset             | Friburgo           | Liberale-radicale      |
| Abraham Raschle                 | San Gallo          | Liberale-radicale      |
| Christian Rohrer                | San Gallo          | Liberale               |
| J. Auguste Rougemont            | Neuchâtel          | Liberale-radicale      |
| Heinrich Rüegg                  | Zurigo             | Liberale               |
| Joh. Jakob Ryffel               | Zurigo             | Liberale               |
| Udalrich Joseph Schaufelbühl    | Argovia            | Liberale               |
| J. J. Friedrich Schmid          | Argovia            | Liberale               |
| Johann Rudolf Schneider         | Berna              | Liberale-radicale      |
| Anton Schnyder                  | Lucerna            | Liberale               |
| Benedikt Schubiger              | San Gallo          | Liberale-radicale      |
| Fr. Karl Schuler                | Svitto             | Conservatore           |
| Samuel D. Schwarz               | Argovia            | Liberale               |
| Silvan O. Schwerzmann           | Zugo               | Conservatore           |
| Georg Joseph Sidler             | Zurigo             | Liberale               |
| S. Friedrich Siegfried          | Argovia            | Liberale               |
| S. Friedrich Siegfried          | Argovia            | Liberale               |
| S. Friedrich Siegfried          | Argovia            | Liberale               |
| Benigno Soldini                 | Ticino             | Liberale-radicale      |
| Hermann M. Stadtmann            | Zurigo             | Liberale               |
| Jakob Stämpfli                  | Berna              | Liberale-radicale      |
| Jakob Robert Steiger            | Lucerna            | Liberale               |
| Johann Anton Steinegger         | Svitto             | Conservatore           |
| Xavier Stockmar                 | Berna              | Liberale               |
| Bendicht Straub                 | Berna              | Conservatore riformato |
| Johann Ludwig Sulzberger        | Turgovia           | Liberale               |
| Johann Jakob Sutter             | Appenzello Esterno | Liberale-radicale      |
| Johann Heinrich Tanner          | Appenzello Esterno | Liberale               |
| P. Hugues Thomas                | Neuchâtel          | Liberale-radicale      |
| François Thury                  | Vaud               | Liberale-radicale      |
| Abraham-L. Tourte               | Ginevra            | Liberale-radicale      |
| Johann Jakob Trog               | Soletta            | Liberale               |
| Johannes Trümpy                 | Glarona            | Liberale-radicale      |
| Johann Rudolf Vogel             | Berna              | Liberale-radicale      |
| Joseph Marzell von Hoffmann     | San Gallo          | Liberale-radicale      |
| Andreas Rudolf von Planta       | Grigioni           | Liberale               |
| Philipp Anton von Segesser      | Lucerna            | Conservatore           |
| Rudolf Fr. Wäffler              | Zurigo             | Liberale               |
| Franz Waller                    | Argovia            | Liberale               |
| Joh. August Weingart            | Berna              | Liberale-radicale      |
| J.-P.-Louis Wenger              | Vaud               | Liberale-radicale      |
| Albrecht Weyermann              | Berna              | Liberale-radicale      |
| Franz Wirz                      | Obvaldo            | Conservatore           |
| J. Heinrich Zangger             | Zurigo             | Liberale               |
| Paul Karl Eduard Ziegler        | Zurigo             | Conservatore riformato |

## Consiglieri uscenti durante la legislatura
| Consigliere                | Data uscita      | Cantone            | Orientamento politico |
| -------------------------- | ---------------- | ------------------ | --------------------- |
| Fr. Karl Schuler           | 1 maggio 1852    | Svitto             | Conservatore          |
| Benigno Soldini            | 24 maggio 1852   | Ticino             | Liberale radicale     |
| Karl L. Baldinger          | 1 giugno 1852    | Argovia            | Conservatore          |
| Gregor Lützelschwab        | 1 giugno 1852    | Argovia            | Conservatore          |
| Samuel D. Schwarz          | 1 giugno 1852    | Argovia            | Liberale              |
| Jakob Robert Steiger       | 1 luglio 1852    | Lucerna            | Liberale              |
| Julien de Schaller         | 1 agosto 1852    | Friburgo           | Liberale radicale     |
| K. Ferdinand Schimpf       | 1 dicembre 1852  | Argovia            | Liberale radicale     |
| Johann Jakob Sutter        | 1 aprile 1853    | Appenzello Esterno | Liberale radicale     |
| Johann Heinrich Tanner     | 1 aprile 1853    | Appenzello Esterno | Liberale              |
| J.-F.-Marcelin Bussard     | 4 aprile 1853    | Friburgo           | Liberale radicale     |
| Justin Bornand             | 1 maggio 1853    | Vaud               | Liberale radicale     |
| Silvan O. Schwerzmann      | 1 giugno 1853    | Zugo               | Conservatore          |
| Achilles Bischoff          | 1 luglio 1853    | Basilea Città      | Centro                |
| Johann Konrad Oertli       | 1 ottobre 1853   | Appenzello Esterno | Liberale radicale     |
| Albert R. S. Lohner        | 27 febbraio 1854 | Berna              | Liberale radicale     |
| Charles Moreau             | 1 maggio 1854    | Berna              | Conservatore          |
| Niklaus Pfluger            | 1 maggio 1854    | Soletta            | Liberale              |
| J.-P.-Louis Wenger         | 1 maggio 1854    | Vaud               | Liberale radicale     |
| Johann Conrad Kern         | 1 agosto 1854    | Turgovia           | Liberale              |
| Valentino Alessandro Balli | 1 ottobre 1854   | Ticino             | Liberale              |
| Agostino Demarchi          | 1 ottobre 1854   | Ticino             | Liberale radicale     |
| Augusto Fogliardi          | 1 ottobre 1854   | Ticino             | Liberale radicale     |

## Consiglieri subentranti durante la legislatura
| Consigliere                 | Data subentro   | Cantone            | Orientamento politico  |
| --------------------------- | --------------- | ------------------ | ---------------------- |
| Wilhelm K. Baldinger        | 5 luglio 1852   | Argovia            | Conservatore           |
| Valentino Alessandro Balli  | 5 luglio 1852   | Ticino             | Liberale               |
| Charles Estoppey            | 5 luglio 1852   | Vaud               | Liberale radicale      |
| Augusto Fogliardi           | 5 luglio 1852   | Ticino             | Liberale radicale      |
| Samuel Frey                 | 5 luglio 1852   | Argovia            | Liberale               |
| Vinzenz Huber               | 5 luglio 1852   | Lucerna            | Liberale               |
| Joh. Rudolf Ringier         | 5 luglio 1852   | Argovia            | Liberale               |
| Jakob Ulrich Ritter         | 5 luglio 1852   | San Gallo          | Liberale radicale      |
| K. Ferdinand Schimpf        | 5 luglio 1852   | Argovia            | Liberale radicale      |
| Karl Styger                 | 5 luglio 1852   | Svitto             | Conservatore           |
| Johann Jakob Treichler      | 5 luglio 1852   | Zurigo             | Liberale               |
| D. L. August von Gonzenbach | 5 luglio 1852   | Berna              | Conservatore riformato |
| Hubert Charles              | 10 gennaio 1853 | Friburgo           | Conservatore           |
| Karl Emanuel Fahrländer     | 10 gennaio 1853 | Argovia            | Conservatore           |
| Johann Konrad Bossard       | 1 giugno 1853   | Zugo               | Conservatore           |
| Jakob Kellenberger          | 4 luglio 1853   | Appenzello Esterno | Indipendente           |
| Abram-Daniel Meystre        | 4 luglio 1853   | Vaud               | Liberale radicale      |
| Johann Konrad Oertli        | 4 luglio 1853   | Appenzello Esterno | Liberale radicale      |
| Johann Jakob Stehlin        | 4 luglio 1853   | Basilea Città      | Liberale               |
| Louis de Wuilleret          | 9 gennaio 1854  | Friburgo           | Conservatore           |
| Titus Tobler                | 9 gennaio 1854  | Appenzello Esterno | Indipendente           |
| Simon Lack                  | 3 luglio 1854   | Soletta            | Liberale               |
| Paul Migy                   | 3 luglio 1854   | Berna              | Liberale radicale      |